# Marcin Możdżonek

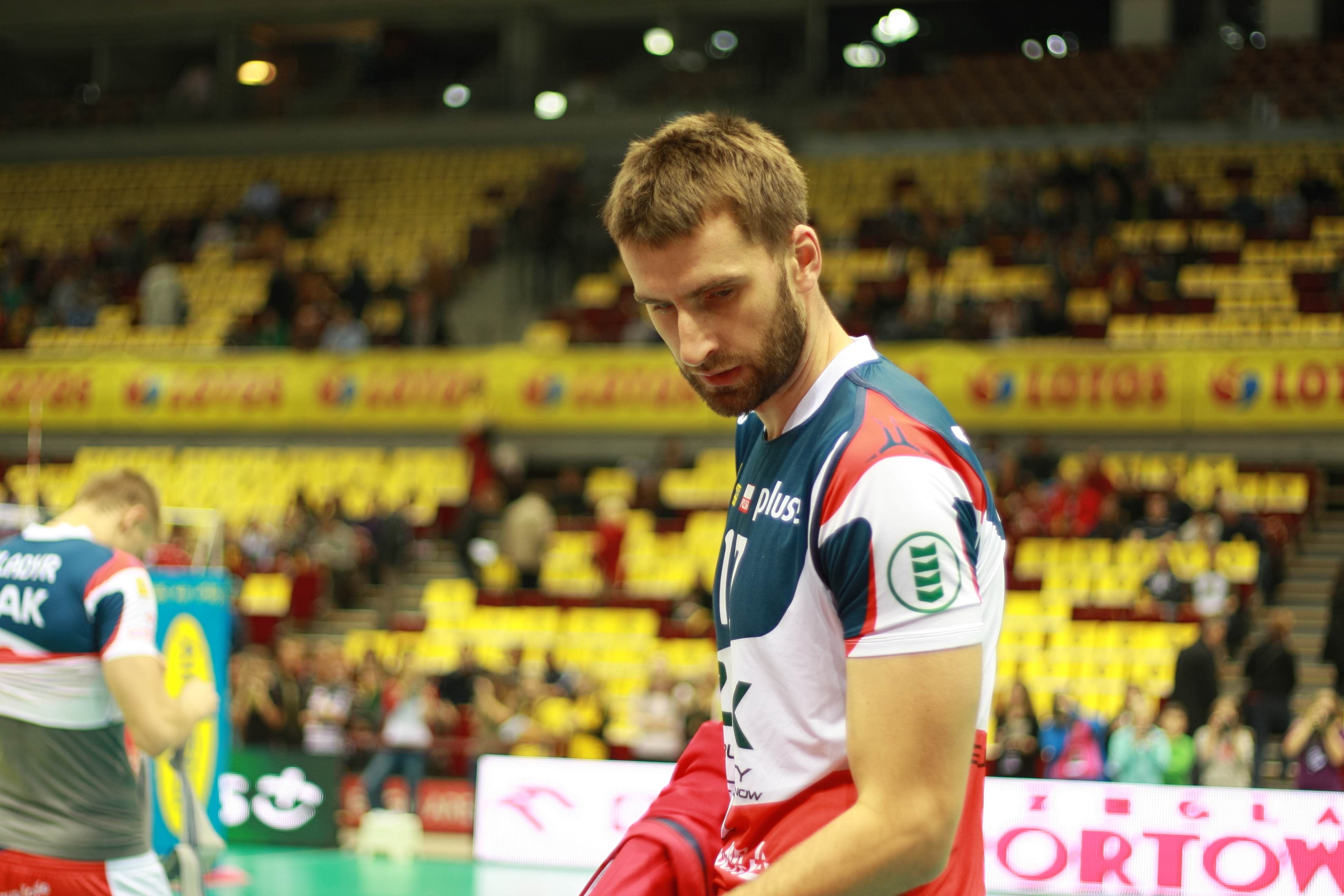
Marcin Możdżonek w barwach ZAKSY Kędzierzyn-Koźle w sezonie 2012/2013

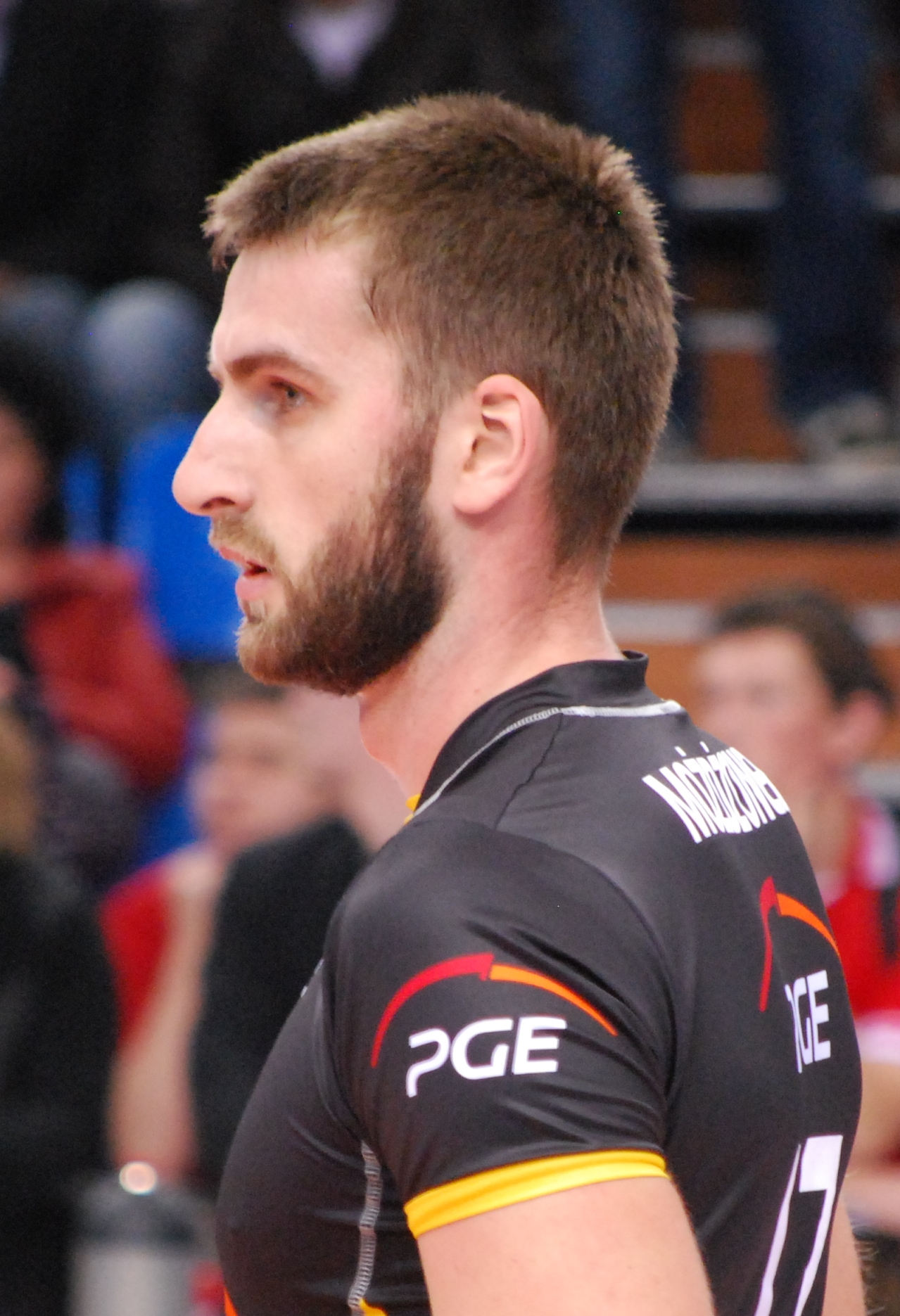
Marcin Możdżonek w barwach PGE Skry Bełchatów w sezonie 2010/2011

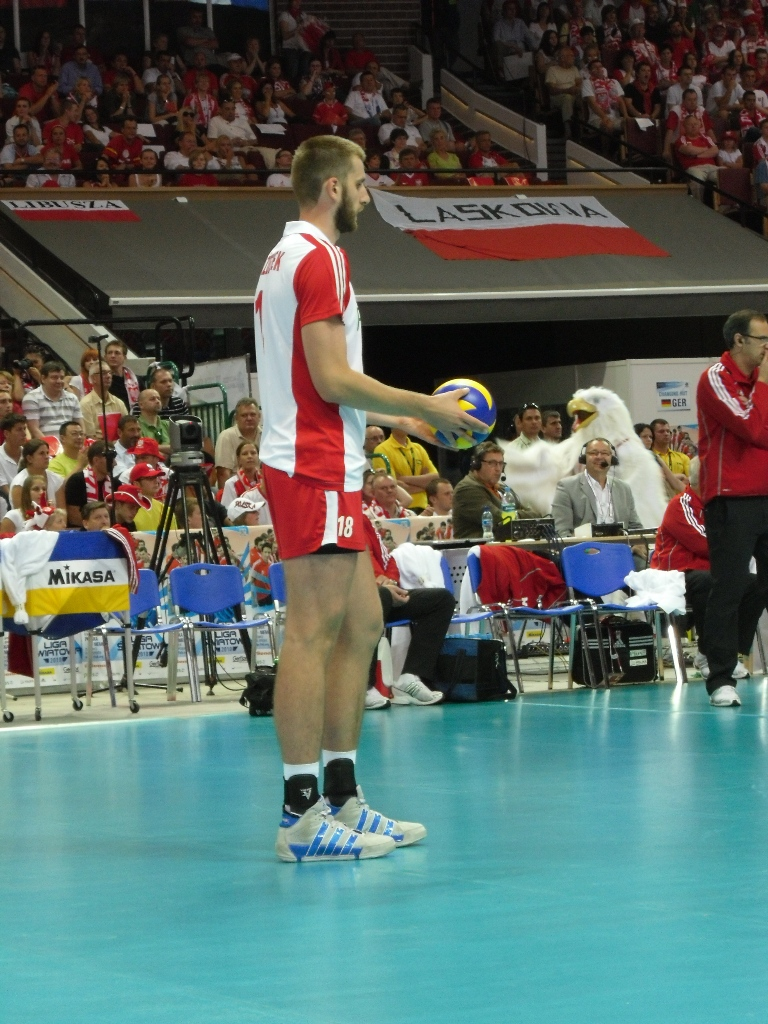
Marcin Możdżonek w barwach reprezentacji Polski w 2010

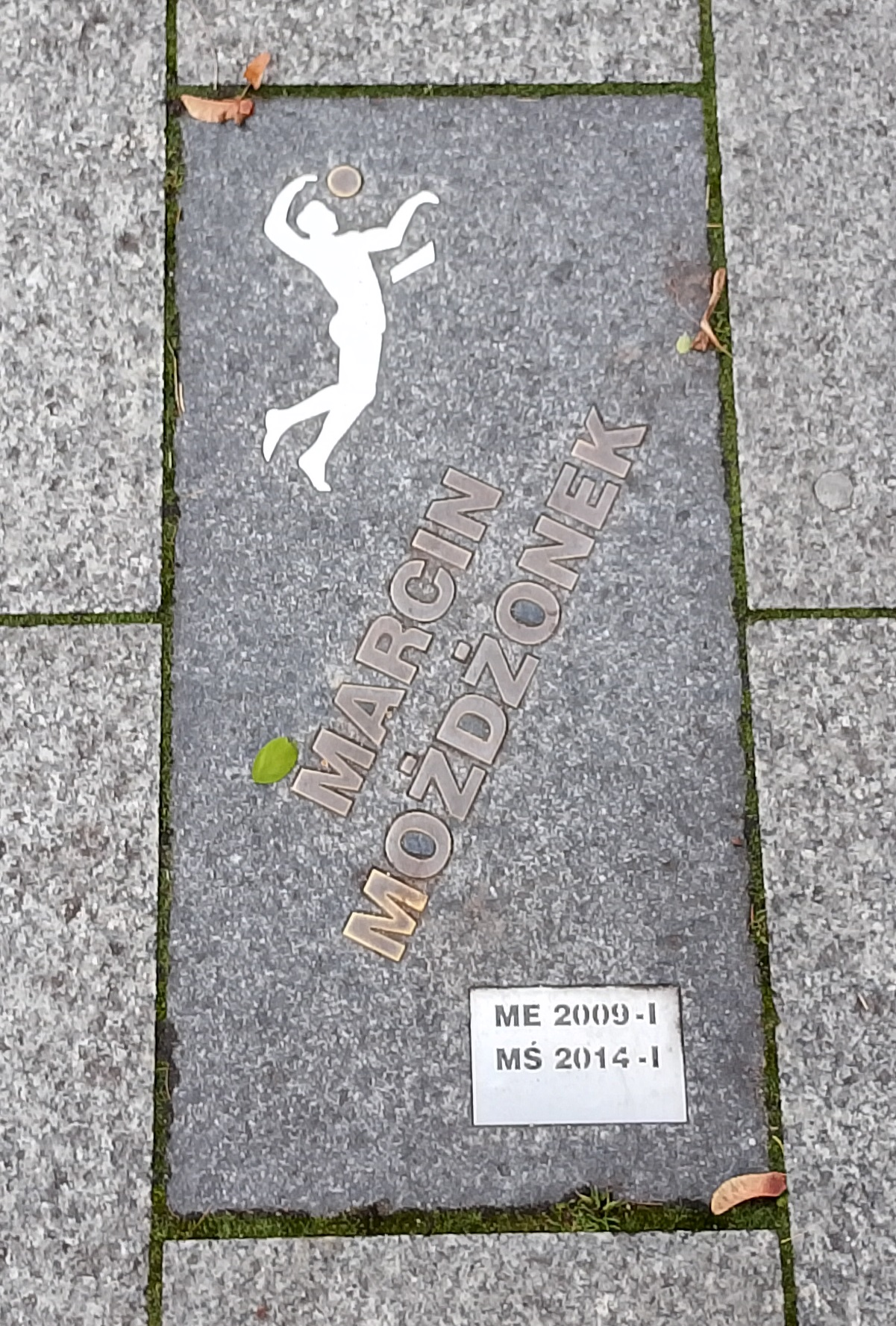
Tablica w Siatkarskiej Alei Gwiazd w Bełchatowie

Marcin Rafał Możdżonek (ur. 9 lutego 1985 w Olsztynie) – polski siatkarz, grający na pozycji środkowego, działacz społeczny i samorządowy. 
W latach 2011–2014 kapitan reprezentacji Polski w piłce siatkowej. Mistrz świata z 2014 z Polski, mistrz świata juniorów z Iranu z 2003, mistrz Europy z Turcji z 2009. 
Od 2023 prezes Naczelnej Rady Łowieckiej. Od 2024 radny Rady Miasta Olsztyna.

## Kariera
Wychowanek AZS-u Olsztyn, był wypożyczony do 2004 do zespołu Szkoły Mistrzostwa Sportowego w Spale; wraz z klubem olsztyńskim zdobywca wicemistrzostwa Polski w 2005. Był w składzie reprezentacji juniorów, która pod wodzą Grzegorza Rysia sięgnęła po mistrzostwo świata w tej kategorii wiekowej na turnieju w Iranie w 2003; potem znalazł się w kadrze „B” Polski, która na Uniwersjadzie w Izmirze dotarła do ćwierćfinału (2005). Był w szerokiej kadrze przygotowującej się do mistrzostw Europy w 2005, ale na finałowy turniej nie pojechał. W seniorskiej reprezentacji Polski zadebiutował 29 czerwca 2006 w Ostródzie podczas wygranego 3:0 meczu z Egiptem na Memoriale Huberta Jerzego Wagnera. Został powołany do kadry na Igrzyska Olimpijskie w Pekinie w 2008.
21 września 2014 wraz z reprezentacją Polski wywalczył złoty medal mistrzostw świata w 2014. W reprezentacji Polski rozegrał 242 mecze.
W 2020 zakończył karierę sportową. W 2022 wystąpił jednak w III lidze jako zawodnik AZS UWM Olsztyn.

## Działalność po karierze
Od 2023 jest prezesem Naczelnej Rady Łowieckiej, gdzie wcześniej odbył staż łowiecki, zdał egzaminy oraz zdobył pozwolenie na broń.
W 2024 z ramienia komitetu Lepszy Olsztyn bez powodzenia kandydował w wyborach samorządowych na funkcję prezydenta Olsztyna, otrzymując 13,5% głosów w I turze (zajął 4. miejsce spośród 7 kandydatów). Równolegle kandydował w wyborach do Rady Miasta Olsztyna, w których uzyskał mandat radnego.
Przed wyborami prezydenckimi w 2025 udzielił poparcia kandydatowi Konfederacji, Sławomirowi Mentzenowi. 4 czerwca 2025 dołączył do wchodzącej w skład Konfederacji partii Nowa Nadzieja.

## Sukcesy

### Klubowe
Liga polska:
- 2009, 2010, 2011
- 2005, 2012, 2013
- 2006, 2007, 2008

Puchar Polski:
- 2009, 2011, 2012, 2013, 2014

Klubowe Mistrzostwa Świata:
- 2009, 2010

Liga Mistrzów:
- 2012
- 2010

Superpuchar Turcji:
- 2014

Puchar Turcji:
- 2015

Liga turecka:
- 2015

### Reprezentacyjne
Mistrzostwa Świata Juniorów:
- 2003

Mistrzostwa Europy:
- 2009
- 2011

Liga Światowa:
- 2012
- 2011

Puchar Świata:
- 2011
- 2015

Mistrzostwa Świata:
- 2014

### Indywidualne
- 2009: Najlepszy blokujący Klubowych Mistrzostw Świata
- 2011: Najlepszy blokujący Pucharu Świata
- 2012: Najlepszy blokujący turnieju finałowego Pucharu Polski
- 2012: Najlepszy blokujący Ligi Światowej

## Statystyki
| Turniej                                | Punkty z ataku | Punkty z bloku | Asy serwisowe | Suma |
| Liga Światowa 2007                     | 20             | 17             | 1             | 38   |
| Liga Światowa 2008                     | 11             | 10             | 2             | 23   |
| Igrzyska Olimpijskie 2008              | 13             | 6              | 2             | 21   |
| Liga Światowa 2009                     | 53             | 42             | 12            | 107  |
| Kwalifikacje do Mistrzostw Świata 2010 | 18             | 6              | 3             | 27   |
| Puchar Wielkich Mistrzów 2009          | 19             | 11             | 5             | 35   |
| Liga Światowa 2010                     | 48             | 32             | 9             | 89   |
| Mistrzostwa Świata 2010                | 18             | 7              | 3             | 28   |
| Liga Światowa 2011                     | 37             | 40             | 6             | 83   |
| Mistrzostwa Europy 2011                | 33             | 13             | 1             | 47   |
| Puchar Świata 2011                     | 55             | 38             | 6             | 99   |
| Liga Światowa 2012                     | 38             | 44             | 2             | 84   |
| Memoriał Huberta Wagnera 2012          | 6              | 8              |               | 14   |
| Igrzyska Olimpijskie 2012              | 19             | 9              | 1             | 29   |
| Liga Światowa 2013                     | 58             | 27             | 4             | 89   |

## Odznaczenia
- Krzyż Kawalerski Orderu Odrodzenia Polski (2009)[11]
- Krzyż Oficerski Orderu Odrodzenia Polski (2014)[12]

## Wyniki wyborcze
| Wybory | Komitet Wyborczy    | Komitet Wyborczy                       | Organ                    | Okręg                    | Wynik          |
| ------ | ------------------- | -------------------------------------- | ------------------------ | ------------------------ | -------------- |
| 2024   |                     | KWW Marcina Możdżonka – Lepszy Olsztyn | Prezydent Miasta Olsztyn | Prezydent Miasta Olsztyn | 8 502 (13,51%) |
| 2024   | Rada Miasta Olsztyn | KWW Marcina Możdżonka – Lepszy Olsztyn | nr 4                     | 1 681 (9,08%)            |                |